# 高瀬町 (太田市)
高瀬町（たかぜちょう）は、群馬県太田市にある地名（町丁）。郵便番号は373-0072。

## 概要
毛里田地区にある町丁。

## 地理
北部は栃木県、東部は大泉町に接している。

### 高瀬町内の区
高瀬町（毛里田地区）の行政区の一覧。
| 地区       | 行政区 | 読み         | 区域       |
| ---------- | ------ | ------------ | ---------- |
| 毛里田地区 | 高瀬町 | たかぜちょう | 高瀬町全域 |

### 近隣町丁
- 市場町
- 東新町

## 世帯数と人口
2022年（令和4年）3月31日現在の世帯数と人口は以下の通りである。
| 町丁   | 世帯数  | 人口   |
| ------ | ------- | ------ |
| 高瀬町 | 493世帯 | 1087人 |

## 小・中学校の学区
市立小・中学校に通う場合、学区は以下の通りとなる。
| 番地           | 小学校               | 中学校               |
| -------------- | -------------------- | -------------------- |
| 高瀬町（全域） | 太田市立毛里田小学校 | 太田市立毛里田中学校 |

## 交通

### 鉄道
町内に鉄道は通っていない

### 道路
- 栃木県道・群馬県道5号足利太田線